# Marie Boas Hall
Marie Boas Hall (1919–2009) fue una historiadora estadounidense, trasladada a Londres donde trabajó con su marido Rupert Hall.

## Trayectoria
Marie Boas viajó a Inglaterra para estudiar los manuscritos de Robert Boyle, y conoció a Rupert Hall, que trabajaba sobre Isaac Newton. En 1959, Hall fue a América para casarse con ella. En 1963, Rupert Hall regresó para incorporarse al Imperial College de Londres, como primer profesor de historia de la ciencia, y ella destacó ya como historiadora de la ciencia.
Fue editora con su marido de textos no publicados de Isaac Newton (1962), y además se ocupó con él de la correspondencia de Newton (1977)
Marie Boas ganó la Medalla George Sarton, el premio más prestigioso de la History of Science Society, junto con su marido, Rupert Hall en 1981.

## Obras
- The Scientific Renaissance, 1450-1630 ISBN 0486281159
- Henry Oldenburg: Shaping the Royal Society ISBN 0198510535
- Nature and Nature's Laws. Documents of the Scientific Revolution.
- Promoting Experimental Learning: Experiment and the Royal Society, 1660-1727 ISBN 0521892651
- All Scientists Now: The Royal Society in the Nineteenth Century ISBN 0521892635
- The Mechanical Philosophy
- Robert Boyle and Seventeenth-Century Chemistry, Nueva York, Cambridge University Press, 1958.